# Martingaal
In de kansrekening modelleert een martingaal de tijdsevolutie van een toevalsgrootheid waarbij steeds, gegeven het verloop tot op het heden, de voorwaardelijke verwachting van toekomstige waarden gelijk is aan de huidige waarde. Anders gezegd: de verwachte verdere toename of afname hangt niet af van het eerdere verloop en is steeds nul.

## Historische definitie
De term martingaal (Frans martingale = teugel) is afkomstig uit wereld van de casino's. Hij duidt daar op een bepaalde gokstrategie. De speler verhoogt na elke nederlaag zijn inzet zodanig, dat hij bij de eerste winst alle vorige verliezen terugwint.
Als gokstrategie is een martingaal een omgekeerde verzekeringspolis: de gokker heeft een grote kans om over de hele avond lichtjes positief te eindigen, en daarnaast een kleine kans om compleet failliet te gaan.
Hierdoor komt het weleens voor dat de martingaal wordt gezien als een strategie, waarbij winst gegarandeerd is. Er bestaan websites die de techniek als zodanig uit de doeken doen en naar een aantal online casino's linken. Wat echter verzwegen wordt is dat verliezen weliswaar weinig voorkomen, maar zeer hard aankomen wanneer het toch gebeurt. Bovendien kennen veel online casino's maximuminzetten waardoor een martingaalspeler op een gegeven moment zijn inzetreeks niet meer kan voortzetten. Ook wanneer dit niet het geval is stapelen de verliezen zich al vrij snel op omdat men iedere keer de inzet flink moet verhogen, afhankelijk van de strategie. 
In een eerlijk kansspel vormt het fortuin van de gokker (onafhankelijk van de gevolgde strategie) een martingaal in de wiskundige zin van het woord.

## Definitie
Een reëelwaardig stochastisch proces {\displaystyle (X_{t})_{t\in T}} op een kansruimte {\displaystyle (\Omega ,{\mathcal {F}},P)} waarop een filter {\displaystyle ({\mathcal {F}}_{t})_{t\in T}} gegeven is, heet een martingaal (ten opzichte van {\displaystyle ({\mathcal {F}}_{t})}), als voor alle {\displaystyle t\in T}
- {\displaystyle X_{t}} {\displaystyle {\mathcal {F}}_{t}}-meetbaar is;
- {\displaystyle X_{t}} integreerbaar is, d.w.z. {\displaystyle \operatorname {E} |X_{t}|<\infty };
- voor {\displaystyle s>t:\ \operatorname {E} (X_{s}|{\mathcal {F}}_{t})=X_{t}\quad {\text{bijna zeker}}}.

### Voorbeelden
Zij {\displaystyle T=\mathbb {N} } en {\displaystyle \{K_{n}|n\in \mathbb {N} \}} een oneindige rij onderling onafhankelijke stochastische variabelen die elk met kans 1/2 de waarde "kop" of "munt" aannemen. Voor elke {\displaystyle n\in T} is de variabele {\displaystyle X_{n}} gegeven als het aantal keren dat de uitkomst "munt" was minus het aantal keren dat "kop" de uitkomst was bij {\displaystyle K_{0},\ldots ,K_{n}}, dus 
{\displaystyle X_{n}=|\{i|K_{i}{\hbox{ is munt}}\}|-|\{i|K_{i}{\hbox{ is kop}}\}|}
Dat komt erop neer dat {\displaystyle X_{n}} onze winst is na {\displaystyle n} worpen met een eerlijke munt, en we één euro winnen als "munt" boven ligt en één euro verliezen als "kop" de uitkomst is.
Het proces {\displaystyle (X_{n})_{n\in T}} is een martingaal: hoe vaak we in het verleden ook gewonnen of verloren hebben, de verwachting van onze toekomstige winst blijft nul.
{\displaystyle \operatorname {E} (X_{n+k}|X_{0},X_{1},\ldots ,X_{n})=X_{n}{\hbox{ bijna zeker}}.}
Het proces {\displaystyle (X_{n})_{n\in T}} is de stochastische wandeling (in één dimensie), die zelfs in Nederlandse teksten meestal de Engelse naam random walk krijgt.
Iets minder voor de hand liggend, maar eveneens waar, is dat de kwadratische afwijking van het gemiddelde min de gemiddelde kwadratische afwijking van het gemiddelde
{\displaystyle Y_{n}=X_{n}^{2}-n}
een martingaal vormt.
De brownse beweging is een martingaal met continue tijdsparameter.
Een heel algemene klasse van voorbeelden van martingalen krijgen we, door de voorwaardelijke verwachting van één gegeven integreerbare stochastische variabele X ten opzichte van een stijgende familie van sigma-algebra's te bekijken:
{\displaystyle X_{t}=\operatorname {E} (X|{\mathcal {A}}_{t})}
De stochastische wandeling en de brownse beweging behoren niet tot deze klasse.

## Elementaire eigenschap
De verwachtingswaarde van een martingaal is op alle tijdstippen dezelfde.

## Halve martingalen
Als we de voorwaarde "bijna zeker gelijk aan" vervangen door "bijna zeker kleiner dan of gelijk aan" krijgen we een bovenmartingaal of supermartingaal:
{\displaystyle \operatorname {E} (X_{t}|{\mathcal {A}}_{s})\leq X_{s}{\hbox{ bijna zeker.}}}
Het tegengestelde begrip heet benedenmartingaal of submartingaal:
{\displaystyle \operatorname {E} (X_{t}|{\mathcal {A}}_{s})\geq X_{s}{\hbox{ bijna zeker.}}}
Een proces is uiteraard een martingaal als en slechts als het zowel een boven- als benedenmartingaal is.

### Voorbeeld
Neem opnieuw het voorbeeld van de stochastische wandeling, maar met een onevenwichtig muntstuk dat gemiddeld zes op de tien keren in ons nadeel valt. Dan is ons fortuin niet langer een martingaal, maar wel een bovenmartingaal.
Het gemiddelde verlies per spelbeurt bedraagt 20 cent. Het verschil tussen ons fortuin en het gemiddeld te verwachten fortuin is opnieuw een martingaal:
{\displaystyle Y_{n}=X_{n}+n/5}

## Stoptijden
Onder bepaalde voorwaarden is de verwachtingswaarde van een martingaal op een stoptijd S, gelijk aan zijn algemene verwachtingswaarde:
{\displaystyle \operatorname {E} (X_{S})=\operatorname {E} (X_{1}).}